# Brett Keisel
Brett Keisel, detto The Diesel (Provo, 19 settembre 1978), è un ex giocatore di football americano statunitense che ha militato nel ruolo di defensive end per tutta la carriera con i Pittsburgh Steelers della National Football League. Al college giocò a football alla Brigham Young University.

## Carriera universitaria
Keisel saltò la sua stagione da freshman alla BYU. Giocò come defensive end il suo anno da sophomore e l'anno seguente si trasferì allo Snow College. In seguito ritornò alla BYU per finire la sua carriera nel football collegiale. Keisel totalizzò 66 tackle, di cui 39 solitari, 9 sack e 19 tackle for loss.

## Carriera professionistica

### Pittsburgh Steelers
Keisel fu selezionato dai Pittsburgh Steelers nel settimo giro (242ª scelta assoluta) nel draft NFL 2002. Nel suo anno da debuttante collezionò 5 presenze con 4 tackle. Nel 2003 fu inserito in lista infortunati per l'intera stagione dopo un'operazione chirurgica alla spalla. Tornò nel 2004 con 13 presenze e 9 tackle. L'anno seguente, giocò tutte le 16 partite registrando 33 tackle e 3 sack, i primi della sua carriera professionistica.

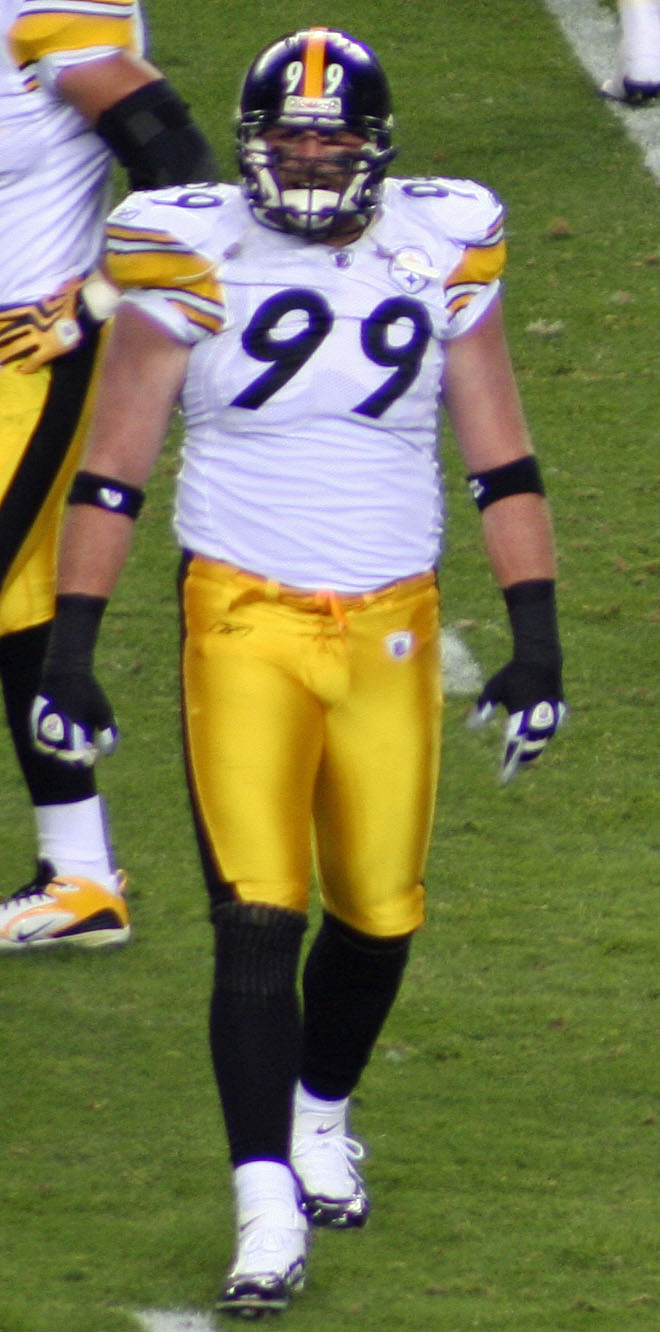
Keisel nel 2009.

Dopo la partenza di Kimo von Oelhoffen, che firmò come free agent dai New York Jets nel marzo 2006, Brett firmò un nuovo contratto di quattro anni con gli Steelers per un compenso di 14 milioni di dollari. Quella stagione venne inserito nel primo team ideale come defensive end destro e giocò tutte e 16 le partite facendo registrare 55 tackle e 5,5 sack, un record in carriera. Nel 2007, giocò ancora tutte le 16 partite con 39 tackle e due sack. Il 31 agosto 2009 gli Steelers fecero firmare a Keisel un nuovo contratto da 5 anni da 18,885 milioni di dollari, inclusi 5 milioni di bonus alla firma.
Nel 2010, Keisel mise a segno il suo primo intercetto in carriera e il primo touchdown nella settimana 3 contro i Tampa Bay Buccaneers, quando intercettò un passaggio di Josh Freeman che ritornò dopo 79 yard in un touchdown. A fine anno fu scelto per rappresentare l'AFC nel Pro Bowl per la prima volta in carriera.
Nel 2013, Keisel mise a segno 29 tackle, il suo minimo dalla stagione 2004, e a fine anno fu svincolato dagli Steelers. Tuttavia, dopo essersi incontrato con i rappresentanti degli Arizona Cardinals per discutere di un eventuale passaggio a quella franchigia, il 19 agosto 2014 rifirmò con Pittsburgh.

## Vita privata
Keisel è figlio di Connie e Lane Keisel. Ha una sorella, Kodi. È sposato con Sarah ed ha un figlio, Jacob, ed una figlia, Grace.

## "Da Beard" (La Barba)
Keisel iniziò a farsi crescere "Da Beard" (la barba) durante una battuta di caccia estiva con suo padre. La barba di Keisel divenne celebre durante la fine della stagione 2010 della NFL. Molti giocatori della NFL iniziarono a farsi crescere "barbe da playoff" come auspicio di buona fortuna ma quella di Keisel ebbe un significativo seguito. La sua barba ha una fanpage su Facebook ed un account su Twitter e venne menzionata ripetutamente dai media durante la corsa nei playoff degli Steeler. In un'intervista su Steelers.com, Brett disse di aver deciso di farsi crescere la barba per la mancanza di personaggi nella NFL. In un'altra intervista comunque, al Pittsburgh Post-Gazette, disse di voler cambiare la fortuna della squadra, poiché aveva mancato l'accesso ai playoff nella stagione precedente. Keisel si riferisce alla sua barba come "beautiful thing" (splendida cosa) e "the greatest beard of all time" (la più grande barba di tutti i tempi) ed ha incoraggiato anche gli altri Steelers a farsela crescere. Dopo il Superbowl furono fatti diversi video della barba di Keisel, compreso uno che lo raffigurava come un ebreo chassidico. Il 24 febbraio 2011, La Barba fu rimossa durante una cerimonia chiamata "Shear The Beard" (taglia la barba) nel centro di Pittsburgh. L'evento raccolse oltre 40.000 dollari per i bambini dell'ospedale di Pittsburgh. Keisel affermò che "Da Beard" sarebbe tornata probabilmente nella stagione seguente. Egli disse che "La Barba deciderà quando sarà il momento giusto per tornare," e che, "sarà un'apparizione improvvisa." Keisel ha soprannominato la stagione 2011 "La vendetta della Barba"

## Palmarès

### Franchigia
- Super Bowl : 2

Pittsburgh Steelers: XL, XLIII
- American Football Conference Championship: 3

Pittsburgh Steelers: 2005, 2008, 2011

### Individuale
- Convocazioni al Pro Bowl: 1

2010